# یوسیپ زمکو
یوسیپ زمکو (انگلیسی: Josip Zemko; ۱۳ مارس ۱۹۴۶ – ۱۱ آوریل ۲۰۱۷) بازیکن فوتبال اهل یوگسلاوی بود.
از باشگاه‌هایی که در آن بازی کرده‌است می‌توان به باشگاه فوتبال وویوودینا و باشگاه فوتبال ژلیزنیچار سارایوو اشاره کرد.
وی همچنین در تیم ملی فوتبال یوگسلاوی بازی کرده‌است.